# Khamica Bingham
Khamica Bingham (* 15. Juni 1994 in North York) ist eine kanadische Leichtathletin, die sich auf den Sprint spezialisiert hat.

## Sportliche Laufbahn
Erste internationale Erfahrungen sammelte Khamica Bingham im Jahr 2011, als sie bei den Jugendweltmeisterschaften nahe Lille in 11,71 s den fünften Platz im 100-Meter-Lauf belegte und über 200 m mit 23,89 s im Halbfinale ausschied. Zudem gewann sie mit der kanadischen Sprintstaffel (1000 Meter) in 2:05,72 min die Bronzemedaille. Im Jahr darauf gelangte sie bei den Juniorenweltmeisterschaften in Barcelona mit 11,46 s auf Rang vier über 100 m und wurde mit der 4-mal-100-Meter-Staffel im Vorlauf disqualifiziert. 2013 nahm sie an der Sommer-Universiade in Kasan teil und erreichte dort das Halbfinale über 100 m, in dem sie mit 11,78 s ausschied. Mit der 4-mal-100-Meter-Staffel erreichte sie dann bei den Weltmeisterschaften in Moskau das Finale und belegte dort in 43,28 s den sechsten Platz. Anschließend wurde sie bei den Panamerikanischen Juniorenmeisterschaften in Medellín in 11,54 s Sechste über 100 m und gewann mit der Staffel in 46,13 s die Silbermedaille. Bei den IAAF World Relays 2014 in Nassau siegte sie in 43,33 s im B-Finale der 4-mal-100-Meter-Staffel und anschließend klassierte sie sich bei den Commonwealth Games in Glasgow mit 11,37 s auf dem siebten Platz über 100 m und wurde im Staffelbewerb in 43,33 s Vierte. Im Jahr darauf gelangte sie bei den IAAF World Relays 2015 auf den Bahamas mit 42,85 s auf Rang vier und stellte damit gemeinsam mit Crystal Emmanuel, Kimberly Hyacinthe und Shai-Anne Davis einen kanadischen Landesrekord auf. Im Juli startete sie bei den Panamerikanischen Spielen in Toronto und belegte dort in 11,13 s den sechsten Platz über 100 m und gewann in der 4-mal-100-Meter-Staffel gemeinsam mit Crystal Emmanuel, Kimberly Hyacinthe und Jellisa Westney die Bronzemedaille hinter den Teams aus den Vereinigten Staaten und Jamaika. Anschließend schied sie bei den Weltmeisterschaften in Peking mit 11,30 s in der ersten Runde über 100 m aus und im 200-Meter-Lauf erreichte sie das Halbfinale, in dem sie mit 23,02 s ausschied. Zudem belegte sie mit der Staffel in 43,05 s den sechsten Platz. Im Jahr darauf qualifizierte sie sich über 100 m für die Olympischen Sommerspiele in Rio de Janeiro, kam dort aber mit 11,41 s nicht über die Vorrunde hinaus. Zudem gelangte sie im Staffelbewerb mit 43,15 s auf Rang sechs.
Nach zwei verletzungsbedingt schwachen Saisonen wurde sie bei den IAAF World Relays 2019 in Yokohama im Vorlauf der 4-mal-100-Meter-Staffel disqualifiziert und anschließend gewann sie mit der Staffel bei den Panamerikanischen Spielen in Lima in 43,37 s gemeinsam mit Crystal Emmanuel, Ashlan Best und Leya Buchanan die Silbermedaille hinter dem kanadischen Team. 2021 siegte sie in 11,16 s über 100 m beim NACAC New Life Invitational und nahm Ende Juli erneut an den Olympischen Sommerspielen in Tokio teil und schied dort mit 11,22 s im Halbfinale über 100 m aus. Im Jahr darauf schied sie bei den Weltmeisterschaften in Eugene mit 11,30 s in der ersten Runde über 100 Meter aus und verpasste mit der Staffel mit 43,09 s den Finaleinzug. Anschließend belegte sie bei den NACAC-Meisterschaften in Freeport in 11,44 s den achten Platz über 100 Meter. 2023 startete sie über 100 Meter bei den Weltmeisterschaften in Budapest und kam dort mit 11,29 s nicht über den Vorlauf hinaus.
In den Jahren 2015, 2022 und 2023 wurde Bingham kanadische Meisterin im 100-Meter-Lauf sowie Hallenmeisterin über 60 Meter. Sie studierte an der University of Toronto und absolvierte 2020 ein Studium an der York University.

## Persönliche Bestzeiten
- 100 Meter: 11,13 s (+0,9 m/s), 22. Juli 2015 in Toronto
  - 60 Meter (Halle): 7,19 s, 12. März 2015 in Windsor
- 200 Meter: 22,84 s (+1,9 m/s), 23. Mai 2015 in Windsor
  - 200 Meter (Halle): 23,59 s, 29. Januar 2022 in Albuquerque